# Judsonia
Judsonia es una ciudad ubicada en el condado de White en el estado estadounidense de Arkansas. En el Censo de 2010 tenía una población de 2019 habitantes y una densidad poblacional de 268,16 personas por km².

## Geografía
Judsonia se encuentra ubicada en las coordenadas 35°16′35″N 91°38′30″O / 35.27639, -91.64167. Según la Oficina del Censo de los Estados Unidos, Judsonia tiene una superficie total de 7.53 km², de la cual 7.44 km² corresponden a tierra firme y (1.14%) 0.09 km² es agua.

## Demografía
Según el censo de 2010, había 2019 personas residiendo en Judsonia. La densidad de población era de 268,16 hab./km². De los 2019 habitantes, Judsonia estaba compuesto por el 91.63% blancos, el 2.67% eran afroamericanos, el 0.64% eran amerindios, el 0.15% eran asiáticos, el 0.05% eran isleños del Pacífico, el 2.87% eran de otras razas y el 1.98% pertenecían a dos o más razas. Del total de la población el 6.14% eran hispanos o latinos de cualquier raza.